# Ptolemais von Kyrene
Ptolemais von Kyrene (altgriechisch Πτολεμαῒς ἡ Κυρηναία) war eine antike griechische Musiktheoretikerin und Philosophin. Ihre nicht näher bestimmbare Lebenszeit lässt sich auf den Zeitraum zwischen dem 3. Jahrhundert v. Chr. und dem 1. Jahrhundert n. Chr. eingrenzen.

## Leben und Werk
Außer ihrer Herkunft aus Kyrene, einer griechischen Stadt im heutigen Libyen, ist über das Leben der Ptolemais nichts bekannt. Sie ist die einzige bekannte Autorin der Antike, die über Musiktheorie schrieb.
Sie verfasste ein Lehrbuch mit dem Titel „Pythagoreische Elementarlehre der Musik“ (Πυθαγορικὴ τῆς μουσικῆς στοιχείωσις Pythagorikḗ tēs mousikḗs stoicheíōsis). Davon sind nur Auszüge erhalten geblieben, die der Neuplatoniker Porphyrios in seinem Kommentar zur Harmonielehre des Ptolemaios überliefert. Aus ihnen ist ersichtlich, dass das Werk im Frage-Antwort-Stil aufgebaut war.
Die Auszüge handeln vom Begriff des musikalischen Kanons und seiner Etymologie, vom Gegenstand der nach ihm benannten Wissenschaft kanonikḗ (der Harmonik) und vom Verhältnis zwischen Theorie und Praxis in der Musiklehre. Ptolemais unterscheidet mehrere Positionen oder Herangehensweisen, die teils in erster Linie auf einem empirischen musikalischen Befund basieren, teils das Hauptgewicht auf mathematische Folgerungen legen:
- die Auffassung des Pythagoras und der Pythagoreer. Diese Richtung gehe zwar zunächst von der Wahrnehmung aus und formuliere dann auf dieser Basis eine Theorie, später werde jedoch die Theorie von der Wahrnehmung abgekoppelt und man halte auch dann an ihr fest, wenn sie nicht mehr von der Empirie gestützt wird. Dann werde die Wahrnehmung als unzuverlässig verworfen.
- die Position einer Richtung von radikalen Pythagoreern, die ausschließlich die „Vernunft“ (logos), das heißt die mathematische Theorie gelten lassen und die Wahrnehmung überhaupt nicht als Wahrheitskriterium akzeptieren, sondern sie als belanglos betrachten. Sie meinen, ein vernunftgemäßes System sei aller Empirie prinzipiell überlegen. Diesen Theoretikern wirft Ptolemais Inkonsequenz vor, denn auch bei ihnen gehe die Theorie ursprünglich von der Wahrnehmung aus, was sie aber später vergäßen.
- die Einstellung der praktizierenden Musiker, die sich an die Wahrnehmung halten und der mathematischen Musiktheorie keine oder nur eine geringe Bedeutung zubilligen.
- die Auffassung des Aristoxenos, welcher der Wahrnehmung und der Theorie gleiches Gewicht zubillige. Er sei der Ansicht, dass weder die Wahrnehmung ohne vernunftgemäße Deutung ein Verständnis ermögliche noch die Vernunft von sich aus, also ohne Wahrnehmung als Ausgangspunkt, etwas ermitteln könne. Man könne keine Folgerung als wahr erweisen, wenn sie nicht mit dem empirischen Befund übereinstimme.
- die Meinung mancher Musiktheoretiker, die sich an Aristoxenos orientieren. Für sie sei die Wahrnehmung ebenso wie die Theorie unerlässlich, doch seien diese Instanzen nicht gleichwertig, sondern im Konfliktfall komme der Wahrnehmung der Vorrang zu. Es sei nicht zu erwarten, dass die Wahrnehmungen immer mit den Forderungen der Theorie im Einklang seien. Die Theorie sei nur ein Hilfsmittel, das bei Bedarf einzusetzen sei.

Aus Ptolemais’ Bericht über die verschiedenen musiktheoretischen Auffassungen geht nicht hervor, dass sie selbst einer bestimmten Schulrichtung angehörte. Der Titel ihres Werks lässt vermuten, dass sie sich als Pythagoreerin betrachtete, aber ihre Kritik an einer Überbetonung der mathematischen Theorie auf Kosten der musikalischen Empirie zeigt ihre Ablehnung radikaler Varianten des Pythagoreismus. Ihre Sympathie gilt anscheinend dem in der Schule des Aristoxenos herrschenden Ansatz.

## Textausgaben und Übersetzungen
- Andrew Barker (Hrsg.): Greek Musical Writings. Band 2: Harmonic and Acoustic Theory. Cambridge University Press, Cambridge 1989, ISBN 0-521-30220-X, S. 239–242 (englische Übersetzung der Fragmente)
- Ingemar Düring (Hrsg.): Porphyrios, Kommentar zur Harmonielehre des Ptolemaios. Olms, Hildesheim 1978 (Nachdruck der Ausgabe Göteborg 1932), ISBN 3-487-06667-X, S. 22–26 (kritische Ausgabe des griechischen Textes der Fragmente)